# Таир (издательство)

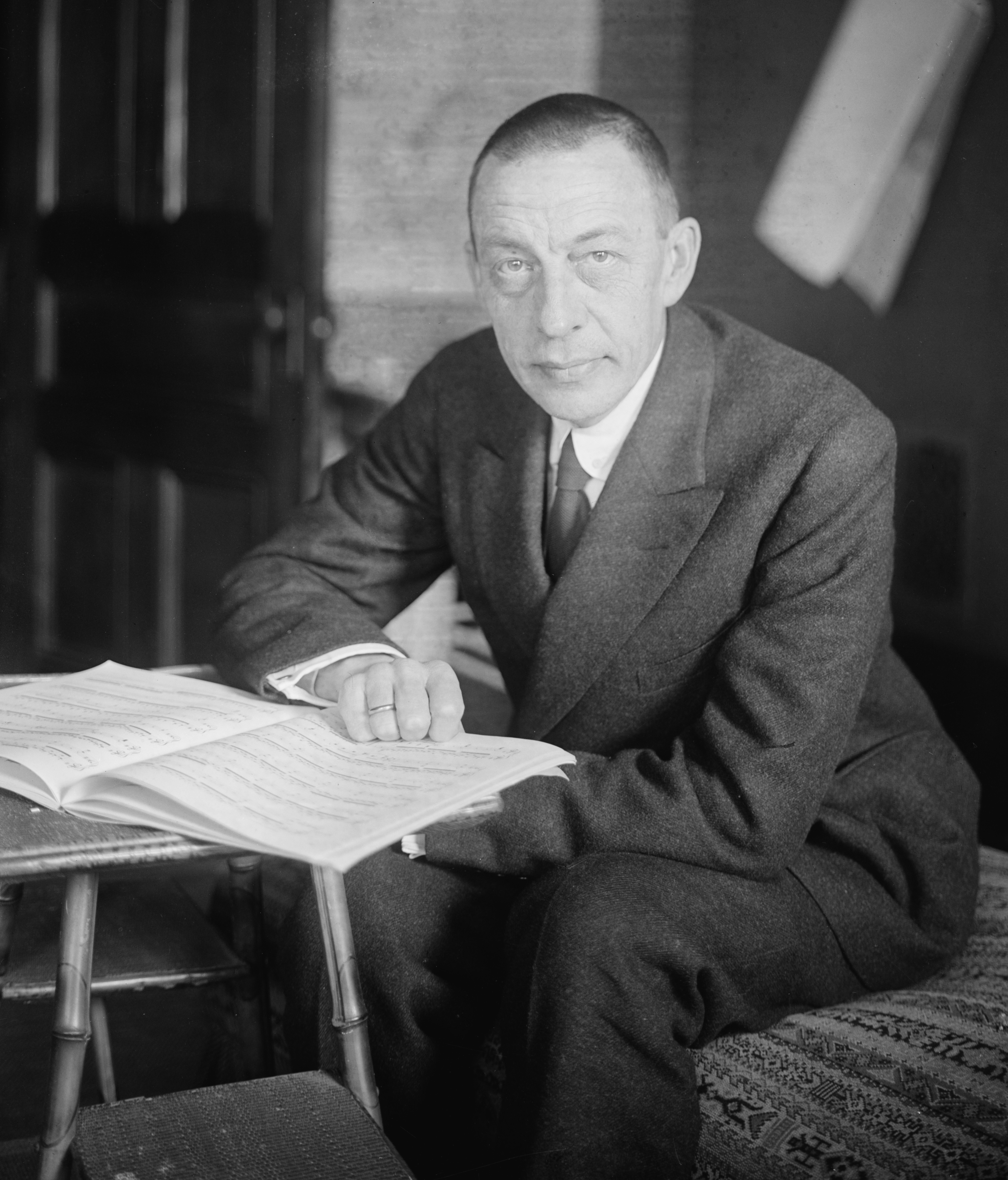
Сергей Рахманинов

«Таир» (фр. Tair) — издательство русского композитора, пианиста и дирижёра Сергея Рахманинова, основанное в 1925 году в Париже. В нём печатались не только музыкальные произведения, но и книги. В целом проект не был направлен на получение прибыли, так как кроме издания собственных сочинений Рахманинов стремился оказать помощь русским эмигрантам. Собственной печатни не имело. Закрыто в начале 1935 года.

## История
После Октябрьской революции Сергей Рахманинов вместе с женой Натальей и дочерями Ириной и Татьяной покинул Россию и больше на родину не вернулся, проживая преимущественно в США. К издательскому делу он был причастен ещё со времён основания в 1909 году дирижёром Сергеем Кусевицким «Российского музыкального издательства», в котором композитор возглавлял художественный совет. Осенью 1924 года дочь композитора Ирина вышла замуж за князя Петра Волконского (1897—1925), художника, сына эмигранта и стала жить с ним в Париже. К середине 1920-х годов Париж стал издательским центром русской эмиграции. Так, начиная с 1920-х годов там преимущественно работало РМИ. В 1925 году Рахманинов, тоскуя по дочери, присоединился к ней в Париже, где основал частное издательство «Таир». Его название было составлено по начальным буквам имён дочерей — Татьяна и Ирина. Они обе в то время жили в столице Франции и отец хотел привлечь их к общественной деятельности. «Таир», «издательское дело», как называл его Рахманинов, в целом не был направлен на получение прибыли, так как кроме независимости и быстроты при издании собственных сочинений, композитор стремился оказать помощь русским эмигрантам.
Директор РМИ (с 1926 года) Григорий Пайчадзе некоторое время выполнял функции и управляющего издательства «Таир». В нём появилось большинство произведений Рахманинова периода эмиграции: Концерт для фортепиано с оркестром № 4, «Три русские песни», «Вариации на тему Корелли», а также несколько транскрипций. Некоторые из них параллельно печатались в американском издательстве Ч. Фолей. Продукция «Таира» была предназначена прежде всего для Европы, но могла распространяться и за её пределами. Несмотря на то, что обычно издательство характеризуют как музыкальное, в нём печаталась и литература, в том числе не связанная с музыкой. Всего в нём вышло десять книг. Первой из них стали воспоминания певицы Надежды Плевицкой «Дежкин карагод. Ч.1: Мой путь к песне», напечатанные в берлинской типографии в 1925 году трёхтысячным тиражом. Также были изданы: «Взвихренная Русь» (1927), «Три серпа» (1929) и «Посолонь. Волшебная Россия»(1930) Алексея Ремизова; «Про одну старуху: Новые рассказы о России» (1927) и «Свет разума: Новые рассказы о России» (1928) Ивана Шмелёва; «Избранные страницы» Петра Потёмкина, «Дон-Жуан супруг Смерти» (1928) Потёмкина и Соломона Полякова; «С. И. Танеев: Мысли о творчестве и воспоминания о жизни» (1930) Леонида Сабанеева; «Ч. 2. Мой путь с песней» (1930) Плевицкой; «Муза и моды» (1935) Николая Метнера. Книги выходили с русской дореформенной орфографией. Издательство закрылось по инициативе Рахманинова в 1935 году на основании его заявления в Акционерное общество крупных музыкальных издательств, отправленного из Нью-Йорка в Париж 5 января того же года.